# Martin Krušina

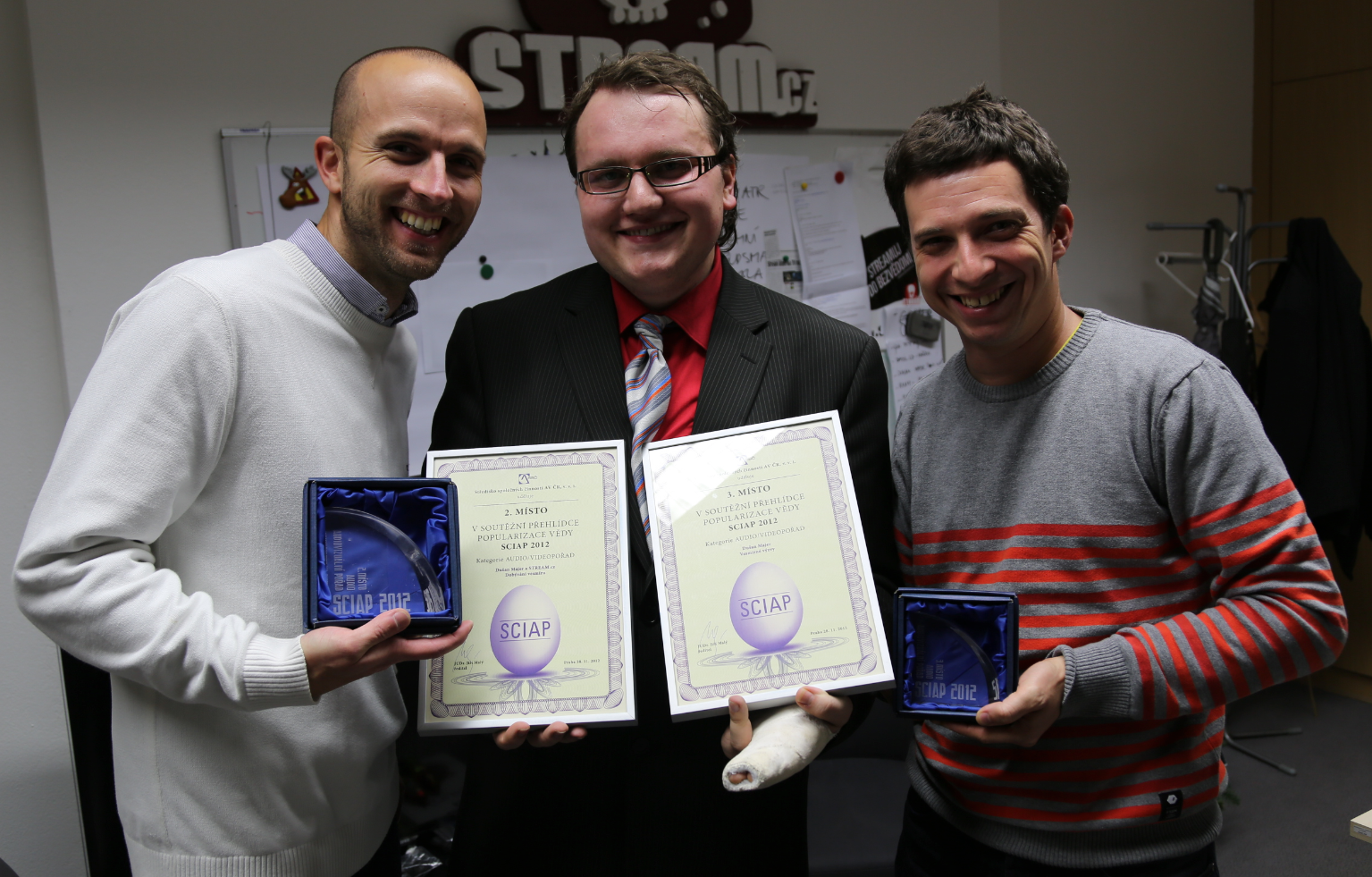
Lukáš Záhoř (vlevo), Dušan Majer (uprostřed) a Martin Krušina (vpravo) s oceněním Akademie věd ČR za popularizaci vědy (2013).

Martin Krušina (* 19. září 1975) je český televizní dramaturg a režisér.

## Biografie

Martin Krušina

Krušina studoval na Univerzitě Karlově. Dokončil magisterský obor politologie a mezinárodních vztahů na Fakultě sociálních věd této vysoké školy. Svou práci v médiích začal jako elév v České televizi, kde se podílel na přípravě zpravodajských a publicistických pořadů, mezi něž patřily například Tady a teď nebo Fakta. Z veřejnoprávní televize přešel na TV Nova, kde působil po dobu sedmi let. Začínal tady jako redaktor, ovšem postupem času se vypracoval na vedoucího zahraničního zpravodajství. Jeho příspěvky se objevovaly v pořadech kupříkladu Televizní noviny, Střepiny či Volejte Novu. Patřil též k zakladatelům a vedoucím redakce k pořadu Víkend.
Počínaje rokem 2007 začala jeho spolupráce s internetovou televizí Stream.cz. Nejprve působil na pozici dramaturga, kdy připravoval pořady Fenomén, Jak na to nebo Město podvodů. Postupem času se vypracoval na šéfdramaturga publicistické a populárně-naučné tvorby. Je autorem některých epizod seriálů Slavné dny či Slavné sportovní okamžiky. Pod jeho režijním vedením vznikly pořady Peklo na talíři, Závod o Hrad, Gebrian versus nebo Národ sobě. Režíroval také pořad Jídlo s. r. o., na kterém spolupracoval s kuchařem Romanem Vaňkem. Roku 2009 se stal produktovým manažerem služby O2 Stream Music.
Vedle televizní tvorby přispíval též do psaných periodik, mezi něž se řadí hudební časopis Filter, ve kterém působil po dobu tří let.
Od jara 2018 je šéfdramaturgem nové internetové televize MALL.TV.